# Fritz Walter Medaille
De Fritz Walter Medaille zijn meerdere onderscheidingen die jaarlijks uitgereikt worden door de Duitse voetbalbond (DFB) aan jeugdspelers in Duitsland. De onderscheiding is vernoemd naar Fritz Walter, aanvoerder van West-Duitsland, dat in 1954 wereldkampioen werd.

## Winnaars
| Jaar |        | –19                                              | –19                                              | –19                                              | –18                                     | –18                                     | –18                                     | –17                                              | –17                                              | –17                                              | Vrouwen                                     | Vrouwen                                     | Vrouwen                                     |
| ---- | ------ | ------------------------------------------------ | ------------------------------------------------ | ------------------------------------------------ | --------------------------------------- | --------------------------------------- | --------------------------------------- | ------------------------------------------------ | ------------------------------------------------ | ------------------------------------------------ | ------------------------------------------- | ------------------------------------------- | ------------------------------------------- |
| 2005 | Goud   | Florian Müller (Bayern München)                  | Florian Müller (Bayern München)                  | Florian Müller (Bayern München)                  | Marc-André Kruska (Borussia Dortmund)   | Marc-André Kruska (Borussia Dortmund)   | Marc-André Kruska (Borussia Dortmund)   | Sergej Evljuskin (VfL Wolfsburg)                 | Sergej Evljuskin (VfL Wolfsburg)                 | Sergej Evljuskin (VfL Wolfsburg)                 | Anja Mittag (Turbine Potsdam)               | Anja Mittag (Turbine Potsdam)               | Anja Mittag (Turbine Potsdam)               |
| 2005 | Zilver | Manuel Neuer (Schalke 04)                        | Manuel Neuer (Schalke 04)                        | Manuel Neuer (Schalke 04)                        | Sören Halfar (Hannover 96)              | Sören Halfar (Hannover 96)              | Sören Halfar (Hannover 96)              | Daniel Halfar (1. FC Kaiserslautern)             | Daniel Halfar (1. FC Kaiserslautern)             | Daniel Halfar (1. FC Kaiserslautern)             | Patricia Hanebeck (FCR 2001 Duisburg)       | Patricia Hanebeck (FCR 2001 Duisburg)       | Patricia Hanebeck (FCR 2001 Duisburg)       |
| 2005 | Brons  | Eugen Polanski (Borussia Mönchengladbach)        | Eugen Polanski (Borussia Mönchengladbach)        | Eugen Polanski (Borussia Mönchengladbach)        | Kevin-Prince Boateng (Hertha BSC)       | Kevin-Prince Boateng (Hertha BSC)       | Kevin-Prince Boateng (Hertha BSC)       | Sebastian Tyrała (Borussia Dortmund)             | Sebastian Tyrała (Borussia Dortmund)             | Sebastian Tyrała (Borussia Dortmund)             | Célia Okoyino da Mbabi (SC 07 Bad Neuenahr) | Célia Okoyino da Mbabi (SC 07 Bad Neuenahr) | Célia Okoyino da Mbabi (SC 07 Bad Neuenahr) |
| 2006 | Goud   | Kevin-Prince Boateng (Hertha BSC)                | Kevin-Prince Boateng (Hertha BSC)                | Kevin-Prince Boateng (Hertha BSC)                | Sergej Evljuskin (VfL Wolfsburg)        | Sergej Evljuskin (VfL Wolfsburg)        | Sergej Evljuskin (VfL Wolfsburg)        | Lars Bender (1860 München)                       | Lars Bender (1860 München)                       | Lars Bender (1860 München)                       | Anna Blässe (FF USV Jena)                   | Anna Blässe (FF USV Jena)                   | Anna Blässe (FF USV Jena)                   |
| 2006 | Zilver | Robert Fleßers (Borussia Mönchengladbach)        | Robert Fleßers (Borussia Mönchengladbach)        | Robert Fleßers (Borussia Mönchengladbach)        | Alexander Eberlein (1860 München)       | Alexander Eberlein (1860 München)       | Alexander Eberlein (1860 München)       | Marko Marin (Borussia Mönchengladbach)           | Marko Marin (Borussia Mönchengladbach)           | Marko Marin (Borussia Mönchengladbach)           | Nadine Keßler (1. FC Saarbrücken)           | Nadine Keßler (1. FC Saarbrücken)           | Nadine Keßler (1. FC Saarbrücken)           |
| 2006 | Brons  | Daniel Adlung (Greuther Fürth)                   | Daniel Adlung (Greuther Fürth)                   | Daniel Adlung (Greuther Fürth)                   | José-Alex Ikeng (VfB Stuttgart)         | José-Alex Ikeng (VfB Stuttgart)         | José-Alex Ikeng (VfB Stuttgart)         | Sven Bender (1860 München)                       | Sven Bender (1860 München)                       | Sven Bender (1860 München)                       | Stefanie Draws (FFV Neubrandenburg)         | Stefanie Draws (FFV Neubrandenburg)         | Stefanie Draws (FFV Neubrandenburg)         |
| 2007 | Goud   | Benedikt Höwedes (Schalke 04)                    | Benedikt Höwedes (Schalke 04)                    | Benedikt Höwedes (Schalke 04)                    | Marko Marin (Borussia Mönchengladbach)  | Marko Marin (Borussia Mönchengladbach)  | Marko Marin (Borussia Mönchengladbach)  | Patrick Funk (VfB Stuttgart)                     | Patrick Funk (VfB Stuttgart)                     | Patrick Funk (VfB Stuttgart)                     | Babett Peter (Turbine Potsdam)              | Babett Peter (Turbine Potsdam)              | Babett Peter (Turbine Potsdam)              |
| 2007 | Zilver | Manuel Konrad (SC Freiburg)                      | Manuel Konrad (SC Freiburg)                      | Manuel Konrad (SC Freiburg)                      | Eric Maxim Choupo-Moting (Hamburger SV) | Eric Maxim Choupo-Moting (Hamburger SV) | Eric Maxim Choupo-Moting (Hamburger SV) | Konstantin Rausch (Hannover 96)                  | Konstantin Rausch (Hannover 96)                  | Konstantin Rausch (Hannover 96)                  | Katharina Baunach (Bayern München)          | Katharina Baunach (Bayern München)          | Katharina Baunach (Bayern München)          |
| 2007 | Brons  | Jérôme Boateng (Hamburger SV)                    | Jérôme Boateng (Hamburger SV)                    | Jérôme Boateng (Hamburger SV)                    | Stefan Reinartz (Bayer Leverkusen)      | Stefan Reinartz (Bayer Leverkusen)      | Stefan Reinartz (Bayer Leverkusen)      | Nils Teixeira (Bayer Leverkusen)                 | Nils Teixeira (Bayer Leverkusen)                 | Nils Teixeira (Bayer Leverkusen)                 | Bianca Schmidt (Turbine Potsdam)            | Bianca Schmidt (Turbine Potsdam)            | Bianca Schmidt (Turbine Potsdam)            |
| 2008 | Goud   | Dennis Diekmeier (Werder Bremen)                 | Dennis Diekmeier (Werder Bremen)                 | Dennis Diekmeier (Werder Bremen)                 | Toni Kroos (Bayern München)             | Toni Kroos (Bayern München)             | Toni Kroos (Bayern München)             | Manuel Gulde (1899 Hoffenheim)                   | Manuel Gulde (1899 Hoffenheim)                   | Manuel Gulde (1899 Hoffenheim)                   | Jana Burmeister (FF USV Jena)               | Jana Burmeister (FF USV Jena)               | Jana Burmeister (FF USV Jena)               |
| 2008 | Zilver | Florian Jungwirth (1860 München)                 | Florian Jungwirth (1860 München)                 | Florian Jungwirth (1860 München)                 | Sebastian Rudy (VfB Stuttgart)          | Sebastian Rudy (VfB Stuttgart)          | Sebastian Rudy (VfB Stuttgart)          | Lennart Hartmann (Hertha BSC)                    | Lennart Hartmann (Hertha BSC)                    | Lennart Hartmann (Hertha BSC)                    | Kim Kulig (VfL Sindelfingen)                | Kim Kulig (VfL Sindelfingen)                | Kim Kulig (VfL Sindelfingen)                |
| 2008 | Brons  | Marcel Risse (Bayer Leverkusen)                  | Marcel Risse (Bayer Leverkusen)                  | Marcel Risse (Bayer Leverkusen)                  | Richard Sukuta-Pasu (Bayer Leverkusen)  | Richard Sukuta-Pasu (Bayer Leverkusen)  | Richard Sukuta-Pasu (Bayer Leverkusen)  | Shervin Radjabali-Fardi (Hertha BSC)             | Shervin Radjabali-Fardi (Hertha BSC)             | Shervin Radjabali-Fardi (Hertha BSC)             | Valeria Kleiner (SC Freiburg)               | Valeria Kleiner (SC Freiburg)               | Valeria Kleiner (SC Freiburg)               |
| 2009 | Goud   | Lewis Holtby (Schalke 04)                        | Lewis Holtby (Schalke 04)                        | Lewis Holtby (Schalke 04)                        | Marco Terrazzino (1899 Hoffenheim)      | Marco Terrazzino (1899 Hoffenheim)      | Marco Terrazzino (1899 Hoffenheim)      | Mario Götze (Borussia Dortmund)                  | Mario Götze (Borussia Dortmund)                  | Mario Götze (Borussia Dortmund)                  | Marina Hegering (FCR 2001 Duisburg)         | Marina Hegering (FCR 2001 Duisburg)         | Marina Hegering (FCR 2001 Duisburg)         |
| 2009 | Zilver | Konstantin Rausch (Hannover 96)                  | Konstantin Rausch (Hannover 96)                  | Konstantin Rausch (Hannover 96)                  | Sören Bertram (Hamburger SV)            | Sören Bertram (Hamburger SV)            | Sören Bertram (Hamburger SV)            | Reinhold Yabo (1. FC Köln)                       | Reinhold Yabo (1. FC Köln)                       | Reinhold Yabo (1. FC Köln)                       | Alexandra Popp (FCR 2001 Duisburg)          | Alexandra Popp (FCR 2001 Duisburg)          | Alexandra Popp (FCR 2001 Duisburg)          |
| 2009 | Brons  | André Schürrle (Mainz 05)                        | André Schürrle (Mainz 05)                        | André Schürrle (Mainz 05)                        | Felix Kroos (Hansa Rostock)             | Felix Kroos (Hansa Rostock)             | Felix Kroos (Hansa Rostock)             | Marc-André ter Stegen (Borussia Mönchengladbach) | Marc-André ter Stegen (Borussia Mönchengladbach) | Marc-André ter Stegen (Borussia Mönchengladbach) | Dzsenifer Marozsán (1. FFC Frankfurt)       | Dzsenifer Marozsán (1. FFC Frankfurt)       | Dzsenifer Marozsán (1. FFC Frankfurt)       |
| 2010 | Goud   | Peniel Mlapa (1860 München)                      | Peniel Mlapa (1860 München)                      | Peniel Mlapa (1860 München)                      | Mario Götze (Borussia Dortmund)         | Mario Götze (Borussia Dortmund)         | Mario Götze (Borussia Dortmund)         | Timo Horn (1. FC Köln)                           | Timo Horn (1. FC Köln)                           | Timo Horn (1. FC Köln)                           | Svenja Huth (1. FFC Frankfurt)              | Svenja Huth (1. FFC Frankfurt)              | Svenja Huth (1. FFC Frankfurt)              |
| 2010 | Zilver | Stefan Bell (Mainz 05)                           | Stefan Bell (Mainz 05)                           | Stefan Bell (Mainz 05)                           | Reinhold Yabo (1. FC Köln)              | Reinhold Yabo (1. FC Köln)              | Reinhold Yabo (1. FC Köln)              | André Hoffmann (MSV Duisburg)                    | André Hoffmann (MSV Duisburg)                    | André Hoffmann (MSV Duisburg)                    | Ramona Petzelberger (Bad Neuenahr)          | Ramona Petzelberger (Bad Neuenahr)          | Ramona Petzelberger (Bad Neuenahr)          |
| 2010 | Brons  | Shervin Radjabali-Fardi (Hertha BSC)             | Shervin Radjabali-Fardi (Hertha BSC)             | Shervin Radjabali-Fardi (Hertha BSC)             | Matthias Zimmermann (Karlsruher SC)     | Matthias Zimmermann (Karlsruher SC)     | Matthias Zimmermann (Karlsruher SC)     | Kolja Pusch (Bayer Leverkusen)                   | Kolja Pusch (Bayer Leverkusen)                   | Kolja Pusch (Bayer Leverkusen)                   | Kyra Malinowski (SG Essen-Schönebeck)       | Kyra Malinowski (SG Essen-Schönebeck)       | Kyra Malinowski (SG Essen-Schönebeck)       |
| 2011 | Goud   | Marc-André ter Stegen (Borussia Mönchengladbach) | Marc-André ter Stegen (Borussia Mönchengladbach) | Marc-André ter Stegen (Borussia Mönchengladbach) | Julian Draxler (Schalke 04)             | Julian Draxler (Schalke 04)             | Julian Draxler (Schalke 04)             | Emre Can (Bayern München)                        | Emre Can (Bayern München)                        | Emre Can (Bayern München)                        | Johanna Elsig (Bayer Leverkusen)            | Johanna Elsig (Bayer Leverkusen)            | Johanna Elsig (Bayer Leverkusen)            |
| 2011 | Zilver | Matthias Zimmermann (Karlsruher SC)              | Matthias Zimmermann (Karlsruher SC)              | Matthias Zimmermann (Karlsruher SC)              | Sonny Kittel (Eintracht Frankfurt)      | Sonny Kittel (Eintracht Frankfurt)      | Sonny Kittel (Eintracht Frankfurt)      | Robin Yalçın (VfB Stuttgart)                     | Robin Yalçın (VfB Stuttgart)                     | Robin Yalçın (VfB Stuttgart)                     | Luisa Wensing (FCR 2001 Duisburg)           | Luisa Wensing (FCR 2001 Duisburg)           | Luisa Wensing (FCR 2001 Duisburg)           |
| 2011 | Brons  | Kevin Volland (1860 München)                     | Kevin Volland (1860 München)                     | Kevin Volland (1860 München)                     | Markus Mendler (1. FC Nürnberg)         | Markus Mendler (1. FC Nürnberg)         | Markus Mendler (1. FC Nürnberg)         | Odisseas Vlachodimos (VfB Stuttgart)             | Odisseas Vlachodimos (VfB Stuttgart)             | Odisseas Vlachodimos (VfB Stuttgart)             | Melanie Leupolz (SC Freiburg)               | Melanie Leupolz (SC Freiburg)               | Melanie Leupolz (SC Freiburg)               |
| 2012 | Goud   | Antonio Rüdiger (VfB Stuttgart)                  | Antonio Rüdiger (VfB Stuttgart)                  | Antonio Rüdiger (VfB Stuttgart)                  | Matthias Ginter (SC Freiburg)           | Matthias Ginter (SC Freiburg)           | Matthias Ginter (SC Freiburg)           | Leon Goretzka (VfL Bochum)                       | Leon Goretzka (VfL Bochum)                       | Leon Goretzka (VfL Bochum)                       | Lena Lotzen (Bayern München)                | Lena Lotzen (Bayern München)                | Lena Lotzen (Bayern München)                |
| 2012 | Zilver | André Hoffmann (MSV Duisburg)                    | André Hoffmann (MSV Duisburg)                    | André Hoffmann (MSV Duisburg)                    | Thomas Pledl (1860 München)             | Thomas Pledl (1860 München)             | Thomas Pledl (1860 München)             | Max Meyer (Schalke 04)                           | Max Meyer (Schalke 04)                           | Max Meyer (Schalke 04)                           | Lina Magull (FSV Gütersloh 2009)            | Lina Magull (FSV Gütersloh 2009)            | Lina Magull (FSV Gütersloh 2009)            |
| 2012 | Brons  | Patrick Rakovsky (1. FC Nürnberg)                | Patrick Rakovsky (1. FC Nürnberg)                | Patrick Rakovsky (1. FC Nürnberg)                | Dominik Kohr (Bayer Leverkusen)         | Dominik Kohr (Bayer Leverkusen)         | Dominik Kohr (Bayer Leverkusen)         | Pascal Itter (1. FC Nürnberg)                    | Pascal Itter (1. FC Nürnberg)                    | Pascal Itter (1. FC Nürnberg)                    | Sara Däbritz (SC Freiburg)                  | Sara Däbritz (SC Freiburg)                  | Sara Däbritz (SC Freiburg)                  |
| 2013 | Goud   | Matthias Ginter (SC Freiburg)                    | Matthias Ginter (SC Freiburg)                    | Matthias Ginter (SC Freiburg)                    | Kevin Akpoguma (1899 Hoffenheim)        | Kevin Akpoguma (1899 Hoffenheim)        | Kevin Akpoguma (1899 Hoffenheim)        | Timo Werner (VfB Stuttgart)                      | Timo Werner (VfB Stuttgart)                      | Timo Werner (VfB Stuttgart)                      | Melanie Leupolz (SC Freiburg)               | Melanie Leupolz (SC Freiburg)               | Melanie Leupolz (SC Freiburg)               |
| 2013 | Zilver | Yannick Gerhardt (1. FC Köln)                    | Yannick Gerhardt (1. FC Köln)                    | Yannick Gerhardt (1. FC Köln)                    | Joshua Kimmich (RB Leipzig)             | Joshua Kimmich (RB Leipzig)             | Joshua Kimmich (RB Leipzig)             | Julian Brandt (VfL Wolfsburg)                    | Julian Brandt (VfL Wolfsburg)                    | Julian Brandt (VfL Wolfsburg)                    | Sara Däbritz (SC Freiburg)                  | Sara Däbritz (SC Freiburg)                  | Sara Däbritz (SC Freiburg)                  |
| 2013 | Brons  | Dominik Kohr (Bayer Leverkusen)                  | Dominik Kohr (Bayer Leverkusen)                  | Dominik Kohr (Bayer Leverkusen)                  | Anthony Syhre (Hertha BSC)              | Anthony Syhre (Hertha BSC)              | Anthony Syhre (Hertha BSC)              | Donis Avdijaj (Schalke 04)                       | Donis Avdijaj (Schalke 04)                       | Donis Avdijaj (Schalke 04)                       | Franziska Jaser (Bayern München)            | Franziska Jaser (Bayern München)            | Franziska Jaser (Bayern München)            |
| 2014 | Goud   | Niklas Stark (1. FC Nürnberg)                    | Niklas Stark (1. FC Nürnberg)                    | Niklas Stark (1. FC Nürnberg)                    | Julian Brandt (Bayer Leverkusen)        | Julian Brandt (Bayer Leverkusen)        | Julian Brandt (Bayer Leverkusen)        | Benedikt Gimber (1899 Hoffenheim)                | Benedikt Gimber (1899 Hoffenheim)                | Benedikt Gimber (1899 Hoffenheim)                | Sara Däbritz (SC Freiburg)                  | Sara Däbritz (SC Freiburg)                  | Sara Däbritz (SC Freiburg)                  |
| 2014 | Zilver | Max Meyer (Schalke 04)                           | Max Meyer (Schalke 04)                           | Max Meyer (Schalke 04)                           | Levin Öztunalı (Bayer Leverkusen)       | Levin Öztunalı (Bayer Leverkusen)       | Levin Öztunalı (Bayer Leverkusen)       | Damir Bektic (Hertha BSC)                        | Damir Bektic (Hertha BSC)                        | Damir Bektic (Hertha BSC)                        | Pauline Bremer (Turbine Potsdam)            | Pauline Bremer (Turbine Potsdam)            | Pauline Bremer (Turbine Potsdam)            |
| 2014 | Brons  | Joshua Kimmich (RB Leipzig)                      | Joshua Kimmich (RB Leipzig)                      | Joshua Kimmich (RB Leipzig)                      | Jonas Föhrenbach (SC Freiburg)          | Jonas Föhrenbach (SC Freiburg)          | Jonas Föhrenbach (SC Freiburg)          | Timo Königsmann (Hannover 96)                    | Timo Königsmann (Hannover 96)                    | Timo Königsmann (Hannover 96)                    | Jasmin Sehan (VfL Wolfsburg)                | Jasmin Sehan (VfL Wolfsburg)                | Jasmin Sehan (VfL Wolfsburg)                |
| Jaar |        | –19                                              | –19                                              | –19                                              | –19                                     | –17                                     | –17                                     | –17                                              | –17                                              | Vrouwen                                          | Vrouwen                                     | Vrouwen                                     | Vrouwen                                     |
| 2015 | Goud   | Jonathan Tah (Bayer Leverkusen)                  | Jonathan Tah (Bayer Leverkusen)                  | Jonathan Tah (Bayer Leverkusen)                  | Jonathan Tah (Bayer Leverkusen)         | Felix Passlack (Borussia Dortmund)      | Felix Passlack (Borussia Dortmund)      | Felix Passlack (Borussia Dortmund)               | Felix Passlack (Borussia Dortmund)               | Pauline Bremer (Turbine Potsdam)                 | Pauline Bremer (Turbine Potsdam)            | Pauline Bremer (Turbine Potsdam)            | Pauline Bremer (Turbine Potsdam)            |
| 2015 | Zilver | Timo Werner (VfB Stuttgart)                      | Timo Werner (VfB Stuttgart)                      | Timo Werner (VfB Stuttgart)                      | Timo Werner (VfB Stuttgart)             | Niklas Dorsch (Bayern München)          | Niklas Dorsch (Bayern München)          | Niklas Dorsch (Bayern München)                   | Niklas Dorsch (Bayern München)                   | Nina Ehegotz (1. FC Köln)                        | Nina Ehegotz (1. FC Köln)                   | Nina Ehegotz (1. FC Köln)                   | Nina Ehegotz (1. FC Köln)                   |
| 2015 | Brons  | Lukas Klostermann (RB Leipzig)                   | Lukas Klostermann (RB Leipzig)                   | Lukas Klostermann (RB Leipzig)                   | Lukas Klostermann (RB Leipzig)          | Constantin Frommann (SC Freiburg)       | Constantin Frommann (SC Freiburg)       | Constantin Frommann (SC Freiburg)                | Constantin Frommann (SC Freiburg)                | Laura Freigang (Schott Mainz)                    | Laura Freigang (Schott Mainz)               | Laura Freigang (Schott Mainz)               | Laura Freigang (Schott Mainz)               |
| 2016 | Goud   | Benjamin Henrichs (Bayer Leverkusen)             | Benjamin Henrichs (Bayer Leverkusen)             | Benjamin Henrichs (Bayer Leverkusen)             | Benjamin Henrichs (Bayer Leverkusen)    | Gian-Luca Itter (VfL Wolfsburg)         | Gian-Luca Itter (VfL Wolfsburg)         | Gian-Luca Itter (VfL Wolfsburg)                  | Gian-Luca Itter (VfL Wolfsburg)                  | Nina Ehegötz (1. FC Köln)                        | Nina Ehegötz (1. FC Köln)                   | Nina Ehegötz (1. FC Köln)                   | Nina Ehegötz (1. FC Köln)                   |
| 2016 | Zilver | Philipp Ochs (1899 Hoffenheim)                   | Philipp Ochs (1899 Hoffenheim)                   | Philipp Ochs (1899 Hoffenheim)                   | Philipp Ochs (1899 Hoffenheim)          | Kai Havertz (Bayer Leverkusen)          | Kai Havertz (Bayer Leverkusen)          | Kai Havertz (Bayer Leverkusen)                   | Kai Havertz (Bayer Leverkusen)                   | Anna Gerhardt (Bayern München)                   | Anna Gerhardt (Bayern München)              | Anna Gerhardt (Bayern München)              | Anna Gerhardt (Bayern München)              |
| 2016 | Brons  | Maximilian Mittelstädt (Hertha BSC)              | Maximilian Mittelstädt (Hertha BSC)              | Maximilian Mittelstädt (Hertha BSC)              | Maximilian Mittelstädt (Hertha BSC)     | Arne Maier (Hertha BSC)                 | Arne Maier (Hertha BSC)                 | Arne Maier (Hertha BSC)                          | Arne Maier (Hertha BSC)                          | Tanja Pawollek (1. FFC Frankfurt)                | Tanja Pawollek (1. FFC Frankfurt)           | Tanja Pawollek (1. FFC Frankfurt)           | Tanja Pawollek (1. FFC Frankfurt)           |
| 2017 | Goud   | Salih Özcan (1. FC Köln)                         | Salih Özcan (1. FC Köln)                         | Salih Özcan (1. FC Köln)                         | Salih Özcan (1. FC Köln)                | Jann-Fiete Arp (Hamburger SV)           | Jann-Fiete Arp (Hamburger SV)           | Jann-Fiete Arp (Hamburger SV)                    | Jann-Fiete Arp (Hamburger SV)                    | Jana Feldkamp (SG Essen-Schönebeck)              | Jana Feldkamp (SG Essen-Schönebeck)         | Jana Feldkamp (SG Essen-Schönebeck)         | Jana Feldkamp (SG Essen-Schönebeck)         |
| 2017 | Zilver | Aymen Barkok (Eintracht Frankfurt)               | Aymen Barkok (Eintracht Frankfurt)               | Aymen Barkok (Eintracht Frankfurt)               | Aymen Barkok (Eintracht Frankfurt)      | Jean-Manuel Mbom (Werder Bremen)        | Jean-Manuel Mbom (Werder Bremen)        | Jean-Manuel Mbom (Werder Bremen)                 | Jean-Manuel Mbom (Werder Bremen)                 | Janina Minge (SC Freiburg)                       | Janina Minge (SC Freiburg)                  | Janina Minge (SC Freiburg)                  | Janina Minge (SC Freiburg)                  |
| 2017 | Brons  | Gökhan Gül (Fortuna Düsseldorf)                  | Gökhan Gül (Fortuna Düsseldorf)                  | Gökhan Gül (Fortuna Düsseldorf)                  | Gökhan Gül (Fortuna Düsseldorf)         | Lukas Mai (Bayern München)              | Lukas Mai (Bayern München)              | Lukas Mai (Bayern München)                       | Lukas Mai (Bayern München)                       | Sophia Kleinherne (1. FFC Frankfurt)             | Sophia Kleinherne (1. FFC Frankfurt)        | Sophia Kleinherne (1. FFC Frankfurt)        | Sophia Kleinherne (1. FFC Frankfurt)        |
| 2018 | Goud   | Kai Havertz (Bayer Leverkusen)                   | Kai Havertz (Bayer Leverkusen)                   | Kai Havertz (Bayer Leverkusen)                   | Kai Havertz (Bayer Leverkusen)          | Noah Katterbach (1. FC Köln)            | Noah Katterbach (1. FC Köln)            | Noah Katterbach (1. FC Köln)                     | Noah Katterbach (1. FC Köln)                     | Tanja Pawollek (1. FFC Frankfurt)                | Tanja Pawollek (1. FFC Frankfurt)           | Tanja Pawollek (1. FFC Frankfurt)           | Tanja Pawollek (1. FFC Frankfurt)           |
| 2018 | Zilver | Arne Maier (Hertha BSC)                          | Arne Maier (Hertha BSC)                          | Arne Maier (Hertha BSC)                          | Arne Maier (Hertha BSC)                 | Oliver Batista Meier (Bayern München)   | Oliver Batista Meier (Bayern München)   | Oliver Batista Meier (Bayern München)            | Oliver Batista Meier (Bayern München)            | Sophia Kleinherne (1. FFC Frankfurt)             | Sophia Kleinherne (1. FFC Frankfurt)        | Sophia Kleinherne (1. FFC Frankfurt)        | Sophia Kleinherne (1. FFC Frankfurt)        |
| 2018 | Brons  | Manuel Wintzheimer (Hamburger SV)                | Manuel Wintzheimer (Hamburger SV)                | Manuel Wintzheimer (Hamburger SV)                | Manuel Wintzheimer (Hamburger SV)       | Luca Unbehaun (Borussia Dortmund)       | Luca Unbehaun (Borussia Dortmund)       | Luca Unbehaun (Borussia Dortmund)                | Luca Unbehaun (Borussia Dortmund)                | Lena Oberdorf (SG Essen-Schönebeck)              | Lena Oberdorf (SG Essen-Schönebeck)         | Lena Oberdorf (SG Essen-Schönebeck)         | Lena Oberdorf (SG Essen-Schönebeck)         |
| 2019 | Goud   | Nicolas Kühn ( Ajax)                             | Nicolas Kühn ( Ajax)                             | Nicolas Kühn ( Ajax)                             | Nicolas Kühn ( Ajax)                    | Karim Adeyemi ( FC Liefering)           | Karim Adeyemi ( FC Liefering)           | Karim Adeyemi ( FC Liefering)                    | Karim Adeyemi ( FC Liefering)                    | Klara Bühl (SC Freiburg)                         | Klara Bühl (SC Freiburg)                    | Klara Bühl (SC Freiburg)                    | Klara Bühl (SC Freiburg)                    |
| 2019 | Zilver | Josha Vagnoman (Hamburger SV)                    | Josha Vagnoman (Hamburger SV)                    | Josha Vagnoman (Hamburger SV)                    | Josha Vagnoman (Hamburger SV)           | Jordan Meyer (VfB Stuttgart)            | Jordan Meyer (VfB Stuttgart)            | Jordan Meyer (VfB Stuttgart)                     | Jordan Meyer (VfB Stuttgart)                     | Lena Oberdorf (SG Essen-Schönebeck)              | Lena Oberdorf (SG Essen-Schönebeck)         | Lena Oberdorf (SG Essen-Schönebeck)         | Lena Oberdorf (SG Essen-Schönebeck)         |
| 2019 | Brons  | Yann Aurel Bisseck (1. FC Köln)                  | Yann Aurel Bisseck (1. FC Köln)                  | Yann Aurel Bisseck (1. FC Köln)                  | Yann Aurel Bisseck (1. FC Köln)         | Lazar Samardžić (Hertha BSC)            | Lazar Samardžić (Hertha BSC)            | Lazar Samardžić (Hertha BSC)                     | Lazar Samardžić (Hertha BSC)                     | Gia Corley (Bayern München)                      | Gia Corley (Bayern München)                 | Gia Corley (Bayern München)                 | Gia Corley (Bayern München)                 |
| 2020 | Goud   | Noah Katterbach (1. FC Köln)                     | Noah Katterbach (1. FC Köln)                     | Noah Katterbach (1. FC Köln)                     | Noah Katterbach (1. FC Köln)            | Florian Wirtz (Bayer Leverkusen)        | Florian Wirtz (Bayer Leverkusen)        | Florian Wirtz (Bayer Leverkusen)                 | Florian Wirtz (Bayer Leverkusen)                 | Lena Oberdorf (VfL Wolfsburg)                    | Lena Oberdorf (VfL Wolfsburg)               | Lena Oberdorf (VfL Wolfsburg)               | Lena Oberdorf (VfL Wolfsburg)               |
| 2020 | Zilver | Kevin Ehlers (Dynamo Dresden)                    | Kevin Ehlers (Dynamo Dresden)                    | Kevin Ehlers (Dynamo Dresden)                    | Kevin Ehlers (Dynamo Dresden)           | Torben Rhein (Bayern München)           | Torben Rhein (Bayern München)           | Torben Rhein (Bayern München)                    | Torben Rhein (Bayern München)                    | Gia Corley (1899 Hoffenheim)                     | Gia Corley (1899 Hoffenheim)                | Gia Corley (1899 Hoffenheim)                | Gia Corley (1899 Hoffenheim)                |
| 2020 | Brons  | Frederik Jäkel (RB Leipzig)                      | Frederik Jäkel (RB Leipzig)                      | Frederik Jäkel (RB Leipzig)                      | Frederik Jäkel (RB Leipzig)             | Luca Netz (Hertha BSC)                  | Luca Netz (Hertha BSC)                  | Luca Netz (Hertha BSC)                           | Luca Netz (Hertha BSC)                           | Carlotta Wamser (SG Essen-Schönebeck)            | Carlotta Wamser (SG Essen-Schönebeck)       | Carlotta Wamser (SG Essen-Schönebeck)       | Carlotta Wamser (SG Essen-Schönebeck)       |
| Jaar |        | –19                                              | –19                                              | –19                                              | –17                                     | –17                                     | –17                                     | Vrouwen –19                                      | Vrouwen –19                                      | Vrouwen –19                                      | Vrouwen –17                                 | Vrouwen –17                                 | Vrouwen –17                                 |
| 2021 | Goud   | Karim Adeyemi (Borussia Dortmund)                | Karim Adeyemi (Borussia Dortmund)                | Karim Adeyemi (Borussia Dortmund)                | Youssoufa Moukoko (Borussia Dortmund)   | Youssoufa Moukoko (Borussia Dortmund)   | Youssoufa Moukoko (Borussia Dortmund)   | Jule Brand (VfL Wolfsburg)                       | Jule Brand (VfL Wolfsburg)                       | Jule Brand (VfL Wolfsburg)                       | Clara Fröhlich (Bayer Leverkusen)           | Clara Fröhlich (Bayer Leverkusen)           | Clara Fröhlich (Bayer Leverkusen)           |
| 2021 | Zilver | Ansgar Knauff (Eintracht Frankfurt)              | Ansgar Knauff (Eintracht Frankfurt)              | Ansgar Knauff (Eintracht Frankfurt)              | Linus Gechter (Hertha BSC)              | Linus Gechter (Hertha BSC)              | Linus Gechter (Hertha BSC)              | Julia Kassen (VfL Wolfsburg)                     | Julia Kassen (VfL Wolfsburg)                     | Julia Kassen (VfL Wolfsburg)                     | Vanessa Diehm (1899 Hoffenheim)             | Vanessa Diehm (1899 Hoffenheim)             | Vanessa Diehm (1899 Hoffenheim)             |
| 2021 | Brons  | Noah Atubolu (SC Freiburg)                       | Noah Atubolu (SC Freiburg)                       | Noah Atubolu (SC Freiburg)                       | Anton Kade ( FC Basel)                  | Anton Kade ( FC Basel)                  | Anton Kade ( FC Basel)                  | Sophie Weidauer (Turbine Potsdam)                | Sophie Weidauer (Turbine Potsdam)                | Sophie Weidauer (Turbine Potsdam)                | Cora Zicai (SC Freiburg)                    | Cora Zicai (SC Freiburg)                    | Cora Zicai (SC Freiburg)                    |
| 2022 | Goud   | Florian Wirtz (Bayer Leverkusen)                 | Florian Wirtz (Bayer Leverkusen)                 | Florian Wirtz (Bayer Leverkusen)                 | Nelson Weiper (Mainz 05)                | Nelson Weiper (Mainz 05)                | Nelson Weiper (Mainz 05)                | Lisanne Gräwe (Bayer Leverkusen)                 | Lisanne Gräwe (Bayer Leverkusen)                 | Lisanne Gräwe (Bayer Leverkusen)                 | Jella Veit (Eintracht Frankfurt)            | Jella Veit (Eintracht Frankfurt)            | Jella Veit (Eintracht Frankfurt)            |
| 2022 | Zilver | Luca Netz (Borussia Mönchengladbach)             | Luca Netz (Borussia Mönchengladbach)             | Luca Netz (Borussia Mönchengladbach)             | Laurin Ulrich (VfB Stuttgart)           | Laurin Ulrich (VfB Stuttgart)           | Laurin Ulrich (VfB Stuttgart)           | Carlotta Wamser (Eintracht Frankfurt)            | Carlotta Wamser (Eintracht Frankfurt)            | Carlotta Wamser (Eintracht Frankfurt)            | Mara Alber (1899 Hoffenheim)                | Mara Alber (1899 Hoffenheim)                | Mara Alber (1899 Hoffenheim)                |
| 2022 | Brons  | Robert Wagner (SC Freiburg)                      | Robert Wagner (SC Freiburg)                      | Robert Wagner (SC Freiburg)                      | Tarek Buchmann (Bayern München)         | Tarek Buchmann (Bayern München)         | Tarek Buchmann (Bayern München)         | Sarah Mattner-Trembleau ( First Vienna)          | Sarah Mattner-Trembleau ( First Vienna)          | Sarah Mattner-Trembleau ( First Vienna)          | Mathilde Janzen (1899 Hoffenheim)           | Mathilde Janzen (1899 Hoffenheim)           | Mathilde Janzen (1899 Hoffenheim)           |
| 2023 | Goud   | Youssoufa Moukoko (Borussia Dortmund)            | Youssoufa Moukoko (Borussia Dortmund)            | Youssoufa Moukoko (Borussia Dortmund)            | Paris Brunner (Borussia Dortmund)       | Paris Brunner (Borussia Dortmund)       | Paris Brunner (Borussia Dortmund)       | Franziska Kett (Bayern München)                  | Franziska Kett (Bayern München)                  | Franziska Kett (Bayern München)                  | Alara Şehitler (Bayern München)             | Alara Şehitler (Bayern München)             | Alara Şehitler (Bayern München)             |
| 2023 | Zilver | Brajan Gruda (Mainz 05)                          | Brajan Gruda (Mainz 05)                          | Brajan Gruda (Mainz 05)                          | Noah Darvich (SC Freiburg)              | Noah Darvich (SC Freiburg)              | Noah Darvich (SC Freiburg)              | Vanessa Diehm (1899 Hoffenheim)                  | Vanessa Diehm (1899 Hoffenheim)                  | Vanessa Diehm (1899 Hoffenheim)                  | Emily Wallrabenstein (1899 Hoffenheim)      | Emily Wallrabenstein (1899 Hoffenheim)      | Emily Wallrabenstein (1899 Hoffenheim)      |
| 2023 | Brons  | Umut Tohumcu (1899 Hoffenheim)                   | Umut Tohumcu (1899 Hoffenheim)                   | Umut Tohumcu (1899 Hoffenheim)                   | Assan Ouédraogo (Schalke 04)            | Assan Ouédraogo (Schalke 04)            | Assan Ouédraogo (Schalke 04)            | Dilara Acikgöz (Eintracht Frankfurt)             | Dilara Acikgöz (Eintracht Frankfurt)             | Dilara Acikgöz (Eintracht Frankfurt)             | Melina Krüger (Hamburger SV)                | Melina Krüger (Hamburger SV)                | Melina Krüger (Hamburger SV)                |
| 2024 | Goud   | Tom Bischof (1899 Hoffenheim)                    | Tom Bischof (1899 Hoffenheim)                    | Tom Bischof (1899 Hoffenheim)                    | Francis Onyeka (Bayer Leverkusen)       | Francis Onyeka (Bayer Leverkusen)       | Francis Onyeka (Bayer Leverkusen)       | Loreen Bender (Bayer Leverkusen)                 | Loreen Bender (Bayer Leverkusen)                 | Loreen Bender (Bayer Leverkusen)                 | Merle Hokamp (FSV Gütersloh 2009)           | Merle Hokamp (FSV Gütersloh 2009)           | Merle Hokamp (FSV Gütersloh 2009)           |
| 2024 | Zilver | Dženan Pejčinović (Fortuna Düsseldorf)           | Dženan Pejčinović (Fortuna Düsseldorf)           | Dženan Pejčinović (Fortuna Düsseldorf)           | Kilian Sauck (Borussia Mönchengladbach) | Kilian Sauck (Borussia Mönchengladbach) | Kilian Sauck (Borussia Mönchengladbach) | Rebecca Adamczyk (SC Freiburg)                   | Rebecca Adamczyk (SC Freiburg)                   | Rebecca Adamczyk (SC Freiburg)                   | Greta Hünten (Bayern München)               | Greta Hünten (Bayern München)               | Greta Hünten (Bayern München)               |
| 2024 | Brons  | Elias Baum (SV Elversberg)                       | Elias Baum (SV Elversberg)                       | Elias Baum (SV Elversberg)                       | Boris Lum (Hertha BSC)                  | Boris Lum (Hertha BSC)                  | Boris Lum (Hertha BSC)                  | Jella Veit (Eintracht Frankfurt)                 | Jella Veit (Eintracht Frankfurt)                 | Jella Veit (Eintracht Frankfurt)                 | Laila Portella (Bayern München)             | Laila Portella (Bayern München)             | Laila Portella (Bayern München)             |